# Microsoft Lumia
Microsoft Lumia(マイクロソフト ルミア)は、マイクロソフトのスマートフォンシリーズのブランド。オペレーティングシステムはWindows Phoneを搭載している。
元はノキアによって開発されたため、旧名称はNokia Lumia（ノキア ルミア）となっている。2013年-2014年にはモビリティ部門がマイクロソフトによって買収され、ブランド名をMicrosoft Lumiaに変更した。
しかしAndroidやiOSデバイスにシェアを奪われ続け、2015年には売上が大幅に減少した。そのため2016年末頃にMicrosoft Storeからの販売が一時停止された。その頃の出荷台数は推定100万台を下回っていると予想された。2017年に販売が再開されたが、2019年12月をもって販売を終了した。既存のデバイスへのセキュリティアップデートサポートは継続される。

## 端末一覧

### 命名規則
先頭の1桁(4桁のモデルナンバーの場合は2桁)は製品カテゴリを示し、数値が大きくなるほど高価格帯の製品になる。11以上の数値はファブレットとタブレットに用いられていた。Microsoftから販売された製品では4桁モデルナンバーの代わりにXL接尾辞を用いてファブレットモデルを示す。
2桁目の数値は、出荷時に搭載するOSバージョンに基づいて製品の世代を示す。
| 数値 | OS                         | 備考      |
| ---- | -------------------------- | --------- |
| 0, 1 | Windows Phone 7            | 例外: 810 |
| 2    | Windows Phone 8            |           |
| 3    | Windows Phone 8.1          |           |
| 4    | Windows Phone 8.1 Update 2 |           |
| 5    | Windows 10 Mobile          |           |

最後の桁は同一製品カテゴリ、世代内でのバリエーションの区別に用いられる。小改良版、4G LTE対応版や特定地域、キャリアのためのモデルを示す。
一部のモデルに用いられるc, t接尾辞は中国市場向けを示す。

### ノキアシリーズ
- Nokia Lumia 505
- Nokia Lumia 510
- Nokia Lumia 520
- Nokia Lumia 525
- Nokia Lumia 530
- Nokia Lumia 610
- Nokia Lumia 620
- Nokia Lumia 625
- Nokia Lumia 630
- Nokia Lumia 635
- Nokia Lumia 710
- Nokia Lumia 720
- Nokia Lumia 730
- Nokia Lumia 735
- Nokia Lumia 800
  - Nokia Lumia 800C
- Nokia Lumia 810
- Nokia Lumia 820
  - Nokia Lumia 822
- Nokia Lumia 830
- Nokia Lumia 900
- Nokia Lumia 920
- Nokia Lumia 928
- Nokia Lumia 925
- Nokia Lumia 930
- Nokia Lumia 1020
- Nokia Lumia 1320
- Nokia Lumia 1520
- Nokia Lumia 2520 [6]
- Nokia Lumia Icon

### マイクロソフトシリーズ
- Microsoft Lumia 430
- Microsoft Lumia 435
- Microsoft Lumia 532
- Microsoft Lumia 535
- Microsoft Lumia 540
- Microsoft Lumia 550
- Microsoft Lumia 640
- Microsoft Lumia 640 XL
- Microsoft Lumia 650
- Microsoft Lumia 950
- Microsoft Lumia 950 XL